# Operació Meridià

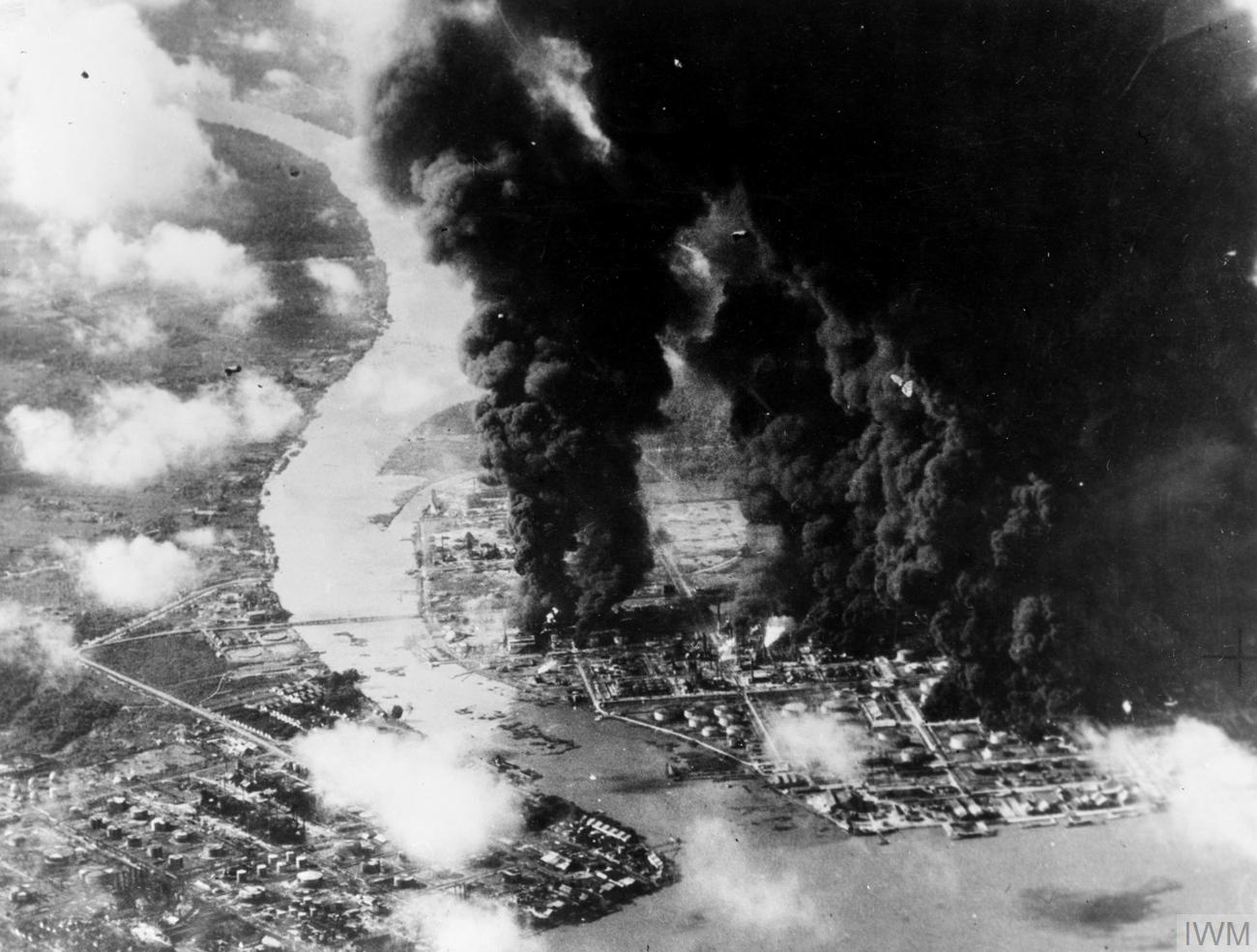
Fotografia de l'operació Meridià.

L'Operació Meridià va ser una sèrie d'atacs aeris britànics portats a terme durant la II Guerra Mundial, el 24 de gener (Meridià 1) i el 29 de gener (Meridià 2) de 1945, contra les refineries petroleres de Palembang, a Sumatra, llavors en mans japoneses. La producció de combustible aeronàutic d'aquestes plantes va ser reduïdes en un 75%.
Els atacs van ser duts a terme per avions de la Task Force 63 britànica, traslladada per la Flota Britànica del Pacífic i que posteriorment van participar en suport de la invasió aliada d'Okinawa (operació Iceberg).
La TF63 salpà de Trincomalee el 13 de gener de 1945 per dirigir-se cap a Sumatra. El 20 de gener es trobaren amb la TF69 i carregaren combustible amb grans dificultats a causa de les ràfegues de vent i d'un onatge problemàtic. Els petrolers es van queixar molt que el seu equip s'estava malmetent.
El primer atac de l'operació Meridià 1, un atac aeri contra la refineria petrolera de Pladjoe, al nord de Palembang (Sumatra), va ser retardat per les males condicions atmosfèriques del 21 de gener, i la flota va haver d'esperar a l'illa d'Enggano.
Finalment, l'atac es llançà el 24 de gener a les 6 del matí, amb una manca de vent que dificultava els enlairaments. Quaranta-tres bombarders Avenger, 12 caces bombarders Firefly armats amb coets i cinquanta caces Hellcat, Corsair i Seafire van llançar-se a l'atac, apropant-se amb el Sol al darrere i baixant de 9.000 fins a 3.000 peus per llançar les seves bombes. Malgrat la presència d'una barrera de globus defensius, l'atac contra la refineria va ser un èxit. Van haver més pèrdues que en altres atacs anteriors, perdent-se 32 avions a causa de l'acció enemiga i estavellaments.
La flota carregà de nou combustible el 26-27 de gener. En la pràctica, va anar malament, car, a causa de la inexperiència i les males condicions climatològiques, els petrolers van patir danys car els vaixells no van poder mantenir la situació i les mànegues entreobertes.
El 29 de gener tingué lloc el segon atac, l'operació Meridià 2, un atac aeri contra la refineria petrolera a Soengei Gerong. A causa de la mala visibilitat, l'enlairament va retardar-se mitja hora. Els aviadors aliats reclamaren 30 avions japonesos abatuts a l'aire i 38 més destruïts a terra, amb la pèrdua de 16 avions britànics. Els japonesos intentaren llançar un contraatac, però va ser derrotat la cobertura dels caces i el foc antiaeri.
La TF63 tornà a carregar combustible de la TF69 de nou el 30 de gener, salpant cap a Fremantle. La TF69 tornà a Trincomalee.

## Orde de batalla aliat
Force 63: (Contra-almirall Philip Vian): 
- Portaavions:
  - HMS Indomitable, Illustrious, Indefatigable i Victorious
- Cuirassats:
  - HMS King George V
- Creuers antiaeris: 
  - HMS Argonaut, Black Prince i Euryalus,
- Flotilla de Destructors 25 
  - HMS Grenville, Undine, Ursa i Undaunted
- Flotilla de Destructors 27 
  - HMS Kempenfelt, Wakeful, Whirlwind, Wager, Whelp i Wessex (des del 19 de gener de 1945)

Force 69
- Creuer lleuger 
  - HMS Ceylon
- destructor
  - HMS Urchin
- petrolers
  - Wave King, Echodale, Empire Salvage